# ناهید امیر تیمور کلالی
ناهید امیر تیمور کلالی (زاده ۶ فوریه ۱۹١٩ در تهران - درگذشته ۲۳ ژانویه ۲۰۱٩ در لندن) زن سیاستمدار ایرانی - پاکستانی و همسر دوم اسکندر میرزا اولین رئیس جمهور پاکستان بود.

## زندگی‌نامه
ناهید امیر تیمور کلالی که با نام‌های ناهید افخمی و ناهید اسکندر میرزا نیز شناخته می‌شود فرزند محمدابراهیم امیرتیمور کلالی سیاستمدار و ملاک بزرگ خراسان بود. 

ناهید امیر کلالی بین سالهای ۱۹۵٨–۱۹۵۶ بانوی اول پاکستان بود زمانی که همسرش سرلشگر اسکندر میرزا به‌ عنوان اولین رئیس جمهور پاکستان انتخاب شد. پس از کودتای نظامی ٢٧ سپتامبر ۱۹۵٨ توسط ایوب‌ خان ، ناهید و همسرش اسکندر میرزا   به یک پایگاه نظامی منتقل شدند. 
اسکندر میرزا تحت فشار ارتش استعفا داد و به همراه ناهید به انگلستان تبعید شد. 
ناهید کلالی پس از فوت اسکندر‌میرزا در لندن باقی ماند و سوم بهمن سال ۱۳۹۷ (۲۳ ژانویه ۲۰۱۹) در ۹۹‌ سالگی درگذشت و در لندن به خاک سپرده شد.